# Puchar Europy Zdobywczyń Pucharów siatkarek (1978/1979)
Puchar Europy Zdobywczyń Pucharów 1978/1979 – 7. sezon turnieju rozgrywanego od 1978 roku, organizowanego przez Europejską Konfederację Piłki Siatkowej (CEV) w ramach europejskich pucharów dla żeńskich klubowych zespołów siatkarskich "starego kontynentu".

## Drużyny uczestniczące
- Student Uppsala
- Kapistus
- 1. VC Hannover
- Ruda Hvezda Praga
- Dilbeek-Itterbeek SC
- Lewski-Spartak Sofia
- Traktor Schwerin
- Pallavolo Cecina
- Spada Academica Zurych
- Újpest Dózsa
- Start Łódź
- ASPT Montpelier
- ŽOK Rijeka
- ÖMV Blau Gelb Wiedeń
- Penicilina Iasi

## Rozgrywki

### Runda wstępna
| Data       | Drużyna 1       | Wynik | Drużyna 2 | Sety                            |
| ---------- | --------------- | ----- | --------- | ------------------------------- |
| 04.11.1978 | Student Uppsala | 2:3   | Kapistus  | 15:9, 15:11, 14:16, 11:15, 15:7 |
| 11.11.1978 | Student Uppsala | 3:2   | Kapistus  |                                 |

### 1/8 finału
| Data       | Drużyna 1              | Wynik | Drużyna 2            | Sety               |
| ---------- | ---------------------- | ----- | -------------------- | ------------------ |
| 09.12.1978 | 1. VC Hannover         | 0:3   | Ruda Hvezda Praga    | 12:15, 6:15, 9:15  |
| 16.12.1978 | 1. VC Hannover         | 0:3   | Ruda Hvezda Praga    |                    |
| 10.12.1978 | Dilbeek-Itterbeek SC   | 0:3   | Lewski-Spartak Sofia | 5:15, 14:16, 8:15  |
| 12.12.1978 | Dilbeek-Itterbeek SC   | 0:3   | Lewski-Spartak Sofia |                    |
| 09.12.1978 | SC Traktor Schwerin    | 3:0   | Pallavolo Cecina     | 15:10, 15:2, 15:12 |
| 17.12.1978 | SC Traktor Schwerin    | 3:0   | Pallavolo Cecina     |                    |
| 08.12.1978 | Spada Academica Zurych | 0:3   | Ujpest Dosza         | 9:15, 7:15, 11:15  |
| 10.12.1978 | Spada Academica Zurych | 0:3   | Ujpest Dosza         |                    |
|            | Start Łódź             | 3:0   | ASPT Montpelier      | 15:9, 15:11, 15:3  |
| 16.12.1978 | Start Łódź             | 3:0   | ASPT Montpelier      |                    |
| 09.12.1978 | ŽOK Rijeka             | 3:0   | Blau-Gelb Wiedeń     |                    |
| 11.12.1978 | ŽOK Rijeka             | 3:2   | Blau-Gelb Wiedeń     |                    |
|            | Penicilina Iasi        |       |                      |                    |
|            |                        |       |                      |                    |
|            | Student Uppsala        |       |                      |                    |
|            |                        |       |                      |                    |

### Ćwierćfinał
| Data       | Drużyna 1         | Wynik | Drużyna 2            | Sety                           |
| ---------- | ----------------- | ----- | -------------------- | ------------------------------ |
| 07.01.1979 | Ruda Hvezda Praga | 3:0   | Lewski-Spartak Sofia | 15:12, 7:15, 15:8 12:15, 10:15 |
| 14.01.1979 | Ruda Hvezda Praga | 2:3   | Lewski-Spartak Sofia |                                |
| 13.01.1979 | Ujpest Dosza      | 3:2   | SC Traktor Schwerin  | 4:15, 3:15, 9:15               |
| 21.01.1979 | Ujpest Dosza      | 0:3   | SC Traktor Schwerin  |                                |
| 14.01.1979 | Rijeka            | 1:3   | Start Łódź           | 13:15, 15:7, 3:15, 3:15        |
| 21.01.1979 | Rijeka            | 1:3   | Start Łódź           |                                |
| 14.01.1979 | Penicilina Iasi   |       |                      |                                |
| 21.01.1979 | Penicilina Iasi   |       |                      |                                |

### Turniej finałowy
Schaan
Tabela
| Lp. | Drużyna             | Pkt | Mecze | Mecze | Mecze | Sety | Sety | Sety  |
| Lp. | Drużyna             | Pkt | M     | W     | P     | wyg. | prz. | ratio |
| --- | ------------------- | --- | ----- | ----- | ----- | ---- | ---- | ----- |
| 1   | Ruda Hvezda Praga   | 6   | 3     | 3     | 0     | 9    | 4    | 2.250 |
| 2   | SC Traktor Schwerin | 5   | 3     | 2     | 1     | 8    | 5    | 1.600 |
| 3   | Start Łódź          | 4   | 3     | 1     | 2     | 7    | 6    | 1.167 |
| 4   | Penicilina Iasi     | 3   | 3     | 0     | 3     | 0    | 9    | 0.000 |

Wyniki
| Data       | Drużyna 1           | Wynik | Drużyna 2           | Sety                             |
| ---------- | ------------------- | ----- | ------------------- | -------------------------------- |
| 09.02.1979 | Ruda Hvezda Praga   | 3:0   | Penicilina Iasi     | 15:9, 15:8, 15:7                 |
| 09.02.1979 | SC Traktor Schwerin | 3:2   | Start Łódź          |                                  |
|            |                     |       |                     |                                  |
| 10.02.1979 | Start Łódź          | 3:0   | Penicilina Iasi     | 15:11, 15:13, 15:1               |
| 10.02.1979 | Ruda Hvezda Praga   | 3:2   | SC Traktor Schwerin | 15:11, 15:5, 14:16, 14:16, 15:11 |
|            |                     |       |                     |                                  |
| 11.02.1979 | SC Traktor Schwerin | 3:0   | Penicilina Iasi     |                                  |
| 11.02.1979 | Ruda Hvezda Praga   | 3:2   | Start Łódź          | 15:7, 15:11, 14:16, 12:15, 15:11 |

## Klasyfikacja końcowa
| Miejsce | Drużyna           |
| ------- | ----------------- |
| złoto   | Ruda Hvezda Praga |
| srebro  | Traktor Schwerin  |
| brąz    | Start Łódź        |
| 4.      | Penicilina Iasi   |